# トースハウン
トースハウン（フェロー語: Tórshavn [ˈtʰɔuʂhaun] ( 音声ファイル)）は、デンマーク王国の自治領・フェロー諸島の首都。ストレイモイ島東岸の南部にあって、1万9,000人の人口を持つ。市の北西には347mの高さのHúsareyn山があり、南西には350mのKirkjubøreyn山がある。
市の名称は「トールの港」の意であり、トールは、北欧神話の雷鳴と稲妻の神。日本語では「トールシャウン」と書かれることも多い。

## 歴史
ノルウェー王国のハーラル1世の圧制から逃れて、9世紀にこの地への入植が始まった。ヴァイキングは825年に
ティンガネスに独自の議会（ting）を設立した。ティンガネスは現在はトースハウン市の一部となっている半島で、この半島がトースハウン港を2つに分けている。ヴァイキングの時代には議会は中立であるためにあえて誰も住んでいない地区に置かれたため、ティンガネスはストレイモイ島の中心地になったが、住民はいなかった。毎夏、ヴァイキングの人々はティンガネスの平らな岩場に集った。

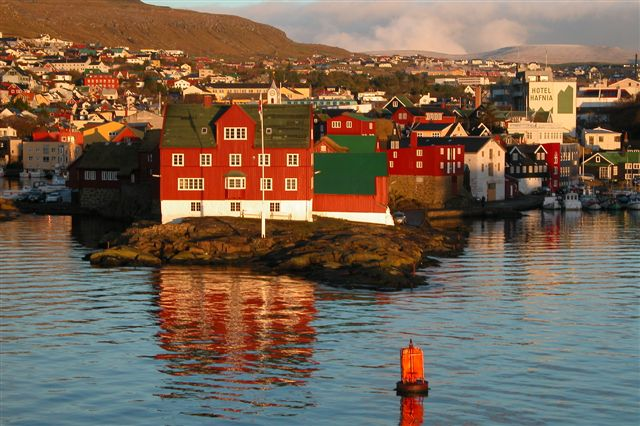
トースハウンのティンガネス半島.

ヴァイキングの時代は1035年に終わり、ティンガネスには市場が設けられ、交易の中心地に変容していった。その後、ティンガネスはフェロー諸島の港として成長、1271年にはノルウェー王室の貿易専売所が置かれた。12世紀を通じて、この専売所を通じてベルゲンとの貿易のみが行われ、フェロー諸島全体の中心都市として不動の存在になった。
1539年、プロテスタントの改革運動がこの町でも起こった。海賊によるフェロー諸島の略奪行為が盛んになり1590年、港の北端に小さな要塞が建設され、土地を持たない困窮者が農家から食糧や衣類の提供を受けて、警備についた。
1655年、デンマーク王・フレデリク3世がフェロー諸島を政治家のクリストファー・ゲーベルに下賜する。この時代にはゲーベルによって島民が抑圧された上、貿易の利益はゲーベル家に独占され、島への輸入品の価格もつり上げられた。そのため1673年に島民が蜂起し、ゲーベル家の支配する役所などが焼き討ちされた。1709年、貿易が王室の管理に戻されると島は安定を回復し、年に3回コペンハーゲンから日用品を積んだ船が往来するようになった。しかし同年、トースハウンは天然痘に襲われ、住民のほぼ全員が死亡する惨事となった。その後18世紀後半になってようやく町は再建に向けて動き出した。18世紀末の英仏戦争において英国に密輸を行って利益を得たことで、水産品を軸とした貿易の基礎が出来上がった。そして1856年、フェロー諸島は自由貿易の時代を迎えた。1866年には町議会が設立され、以来、フェロー諸島の行政の中心地となった。1909年にはデンマーク本土の都市と同じ市場が開設された。1927年、大規模な工事によって近代的な港湾施設が建設された。
第二次世界大戦が勃発し、ナチス・ドイツによるノルウェー・デンマークへの侵攻が開始されると、1940年4月、英国は「ヴァレンタイン作戦」において戦略的に重要であるフェロー諸島に進攻、大戦中は英国の占領下に置かれた。
現在では周囲の町を併合してトースハウンは活気のある町へと成長している。

## 交通
スマイリル・ライン（Smyril Line）によるデンマークとアイスランドへ国際航路がある。空港はストレイモイ島にはなく、ヴォーアル島にあるヴォーアル空港となる。両島の間には海底トンネルが完成している。

## 行政

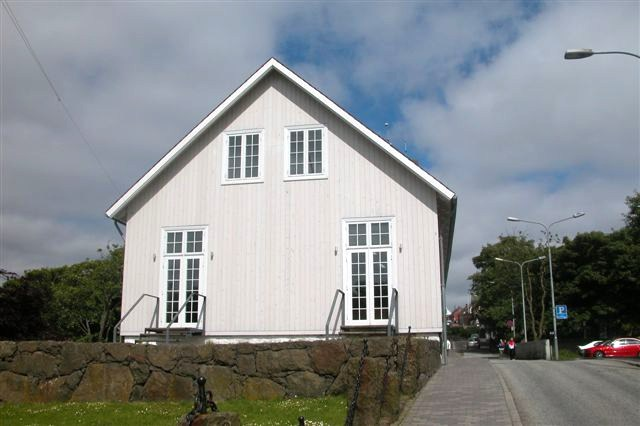
フェロー諸島議会

フェロー諸島議会（Løgting、レクティング）は一院制で、1856年よりトースハウンのティンガネス半島（Tinganes）に置かれている。

## 気候
気候は西岸海洋性気候の北部気候（Cfc型）に属する。夏は短くかなり冷涼であるが、冬はメキシコ湾流の影響で緯度の割には温暖で海も凍りにくい。
| トースハウン (1981–2010, 極値 1961–2010)の気候               | トースハウン (1981–2010, 極値 1961–2010)の気候 | トースハウン (1981–2010, 極値 1961–2010)の気候 | トースハウン (1981–2010, 極値 1961–2010)の気候 | トースハウン (1981–2010, 極値 1961–2010)の気候 | トースハウン (1981–2010, 極値 1961–2010)の気候 | トースハウン (1981–2010, 極値 1961–2010)の気候 | トースハウン (1981–2010, 極値 1961–2010)の気候 | トースハウン (1981–2010, 極値 1961–2010)の気候 | トースハウン (1981–2010, 極値 1961–2010)の気候 | トースハウン (1981–2010, 極値 1961–2010)の気候 | トースハウン (1981–2010, 極値 1961–2010)の気候 | トースハウン (1981–2010, 極値 1961–2010)の気候 | トースハウン (1981–2010, 極値 1961–2010)の気候 |
| 月                                                           | 1月                                            | 2月                                            | 3月                                            | 4月                                            | 5月                                            | 6月                                            | 7月                                            | 8月                                            | 9月                                            | 10月                                           | 11月                                           | 12月                                           | 年                                             |
| ------------------------------------------------------------ | ---------------------------------------------- | ---------------------------------------------- | ---------------------------------------------- | ---------------------------------------------- | ---------------------------------------------- | ---------------------------------------------- | ---------------------------------------------- | ---------------------------------------------- | ---------------------------------------------- | ---------------------------------------------- | ---------------------------------------------- | ---------------------------------------------- | ---------------------------------------------- |
| 最高気温記録 °C （°F）                                       | 11.6 (52.9)                                    | 12.0 (53.6)                                    | 12.3 (54.1)                                    | 18.3 (64.9)                                    | 19.7 (67.5)                                    | 20.0 (68)                                      | 20.2 (68.4)                                    | 22.0 (71.6)                                    | 19.5 (67.1)                                    | 15.2 (59.4)                                    | 14.7 (58.5)                                    | 13.2 (55.8)                                    | 22.0 (71.6)                                    |
| 平均最高気温 °C （°F）                                       | 5.8 (42.4)                                     | 5.6 (42.1)                                     | 6.0 (42.8)                                     | 7.3 (45.1)                                     | 9.2 (48.6)                                     | 11.1 (52)                                      | 12.8 (55)                                      | 13.1 (55.6)                                    | 11.5 (52.7)                                    | 9.3 (48.7)                                     | 7.2 (45)                                       | 6.2 (43.2)                                     | 8.8 (47.8)                                     |
| 日平均気温 °C （°F）                                         | 4.0 (39.2)                                     | 3.6 (38.5)                                     | 4.0 (39.2)                                     | 5.2 (41.4)                                     | 7.0 (44.6)                                     | 9.0 (48.2)                                     | 10.7 (51.3)                                    | 11.0 (51.8)                                    | 9.6 (49.3)                                     | 7.5 (45.5)                                     | 5.5 (41.9)                                     | 4.3 (39.7)                                     | 6.8 (44.2)                                     |
| 平均最低気温 °C （°F）                                       | 1.7 (35.1)                                     | 1.3 (34.3)                                     | 1.7 (35.1)                                     | 3.0 (37.4)                                     | 5.1 (41.2)                                     | 7.1 (44.8)                                     | 9.0 (48.2)                                     | 9.2 (48.6)                                     | 7.6 (45.7)                                     | 5.4 (41.7)                                     | 3.4 (38.1)                                     | 2.1 (35.8)                                     | 4.7 (40.5)                                     |
| 最低気温記録 °C （°F）                                       | −8.8 (16.2)                                    | −11.0 (12.2)                                   | −9.2 (15.4)                                    | −9.9 (14.2)                                    | −3.0 (26.6)                                    | 0.0 (32)                                       | 1.5 (34.7)                                     | 1.5 (34.7)                                     | −0.6 (30.9)                                    | −4.5 (23.9)                                    | −7.2 (19)                                      | −10.5 (13.1)                                   | −11.0 (12.2)                                   |
| 降水量 mm （inch）                                           | 157.7 (6.209)                                  | 115.2 (4.535)                                  | 131.6 (5.181)                                  | 89.5 (3.524)                                   | 63.3 (2.492)                                   | 57.5 (2.264)                                   | 74.3 (2.925)                                   | 96.0 (3.78)                                    | 119.5 (4.705)                                  | 147.4 (5.803)                                  | 139.3 (5.484)                                  | 135.3 (5.327)                                  | 1,321.3 (52.02)                                |
| 平均降水日数 （≥1.0 mm）                                     | 22                                             | 17                                             | 21                                             | 16                                             | 13                                             | 12                                             | 13                                             | 13                                             | 18                                             | 22                                             | 21                                             | 22                                             | 210                                            |
| % 湿度                                                       | 90                                             | 89                                             | 89                                             | 87                                             | 88                                             | 88                                             | 90                                             | 90                                             | 90                                             | 90                                             | 89                                             | 90                                             | 89                                             |
| 平均月間日照時間                                             | 14                                             | 36                                             | 71                                             | 106                                            | 124                                            | 125                                            | 111                                            | 98                                             | 80                                             | 49                                             | 20                                             | 6                                              | 840                                            |
| 出典1：Danish Meteorological Institute                       |                                                |                                                |                                                |                                                |                                                |                                                |                                                |                                                |                                                |                                                |                                                |                                                |                                                |
| 出典2：NOAA (sun, humidity and precipitation days 1961–1990) |                                                |                                                |                                                |                                                |                                                |                                                |                                                |                                                |                                                |                                                |                                                |                                                |                                                |

## 観光
1788年創設のトースハウン教会（1865年に再建）があり、1990年からルーテル教会のトースハウン司教座が置かれている。

## 人口の変化

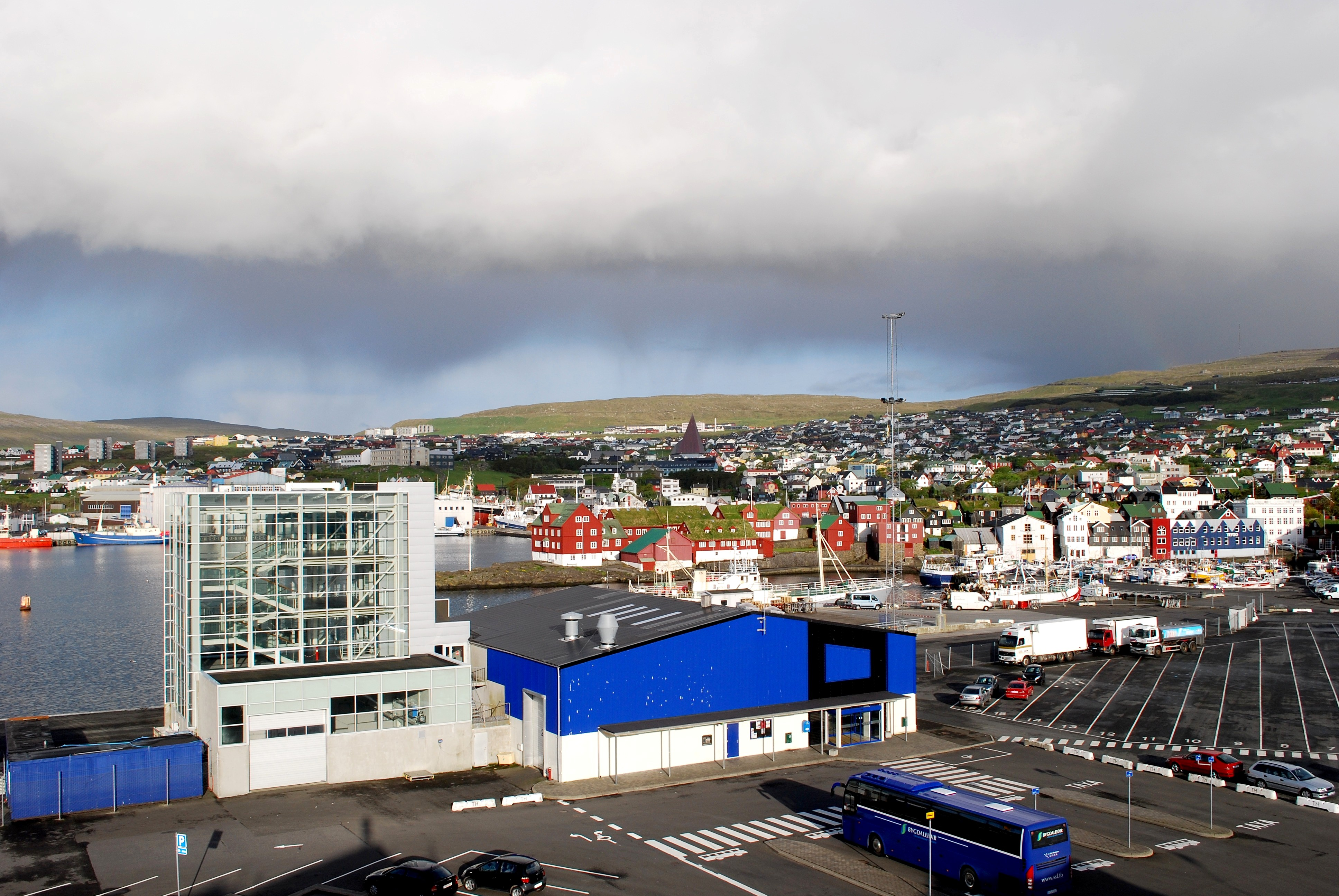
フェリー・ターミナル

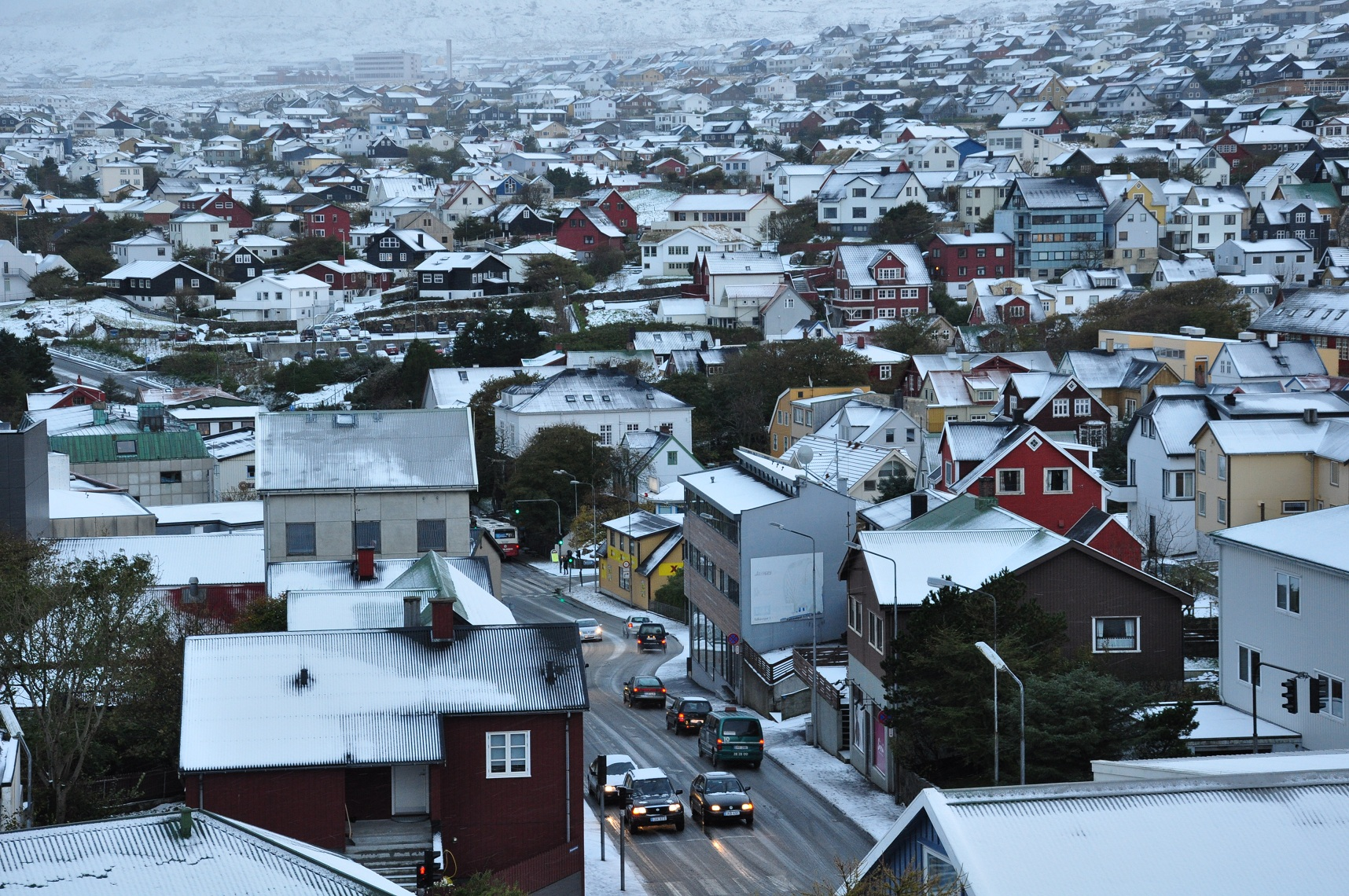
トースハウン中心部

トースハウン教会

1801年以降の人口の変化
| 年      | 人口（人） |
| ------- | ---------- |
| 1801年  | 554        |
| 1854年  | 約900      |
| 1900年  | 1,656      |
| 1925年  | 2,896      |
| 1950年  | 5,607      |
| 1975年  | 11,329     |
| 1980年  | 12,641     |
| 1985年  | 13,507     |
| 1990年  | 14,689     |
| 1995年  | 13,781     |
| 1997年  | 15,844     |
| 1998年  | 16,121     |
| 1999年  | 16,469     |
| 2000年  | 17,777     |
| 2001年  | 18,067     |
| 2002年  | 18,420     |
| 2005年  | 19,282     |
| 2020年* | 23,000     |
| *予想   |            |

## 著名な出身者
- ニールス・フィンセン：ノーベル生理学・医学賞を受賞した科学者
- サラ・マフフード：女子プロボクサー

## スポーツ
トースハウンのサッカークラブ
- HB - ホームページ (1904)
- B36 - ホームページ (1936)
- AB - ホームページ (1973)
- FRAM (1975)

トースハウンのハンドボールチーム:
- Kyndil - ホームページ (1956)
- Neistin - ホームページ (1978)
- H71 - (1971)

## 姉妹都市
- - アスケー, ノルウェー
- - ガルザバイル, アイスランド
- - ヤコブスタード, フィンランド
- - マリエハムン, フィンランド